# Donnie Andrews
Donnie Andrews, all'anagrafe Larry Donnell Andrews (Baltimora, 29 aprile 1954 – Manhattan, 13 dicembre 2012), è stato un criminale statunitense; spacciatore di droga e rapinatore negli anni settanta e ottanta, ha ispirato agli autori della serie HBO The Wire il personaggio di Omar Little interpretato da Michael K. Williams.

## Biografia
Nato e cresciuto nelle case popolari della zona ovest di Baltimora, da bambino fu vittima di abusi da parte della madre. All'età di dieci anni fu testimone, nascosto dietro una lavatrice, dell'aggressione a un uomo che venne ucciso per rapinarlo di quindici centesimi. Negli anni settanta e nei primi anni ottanta, divenne noto alla polizia di Baltimora come spacciatore di droga e per le audaci rapine ai danni degli spacciatori rivali. Nel 1986 Warren Boardley, un signore della droga locale, convinse Andrews, dipendente da eroina, e Reggie Gross, a uccidere su commissione Zachary Roach e Rodney "Touche" Young. I rivali di Broadley vennero poi uccisi in una sparatoria su Gold Street. Spinto dal senso di colpa, Andrews si consegnò al detective della polizia di Baltimora Ed Burns e collaborò all'arresto di Boardley e Gross.
Nel 1987 Andrews fu condannato all'ergastolo per gli omicidi commessi. Malgrado le richieste, gli venne sempre negata la condizionale. In carcere avviò il processo di disintossicazione e partecipò ad alcuni progetti rivolti al recupero di detenuti. Nel 1998, Burns, David Simon e Charles P. Scheeler, pubblico ministero che ottenne la sua condanna, iniziarono a lavorare per la sua scarcerazione. Andrews fu infine rilasciato nel 2005.
Dopo il rilascio, Andrews creò l'associazione "Why Murder?" con l'intento di allontanare i giovani dalla criminalità.
Nel gennaio 1993, Burns gli presentò Fran Boyd, a cui è ispirato il personaggio omonimo di The Corner: A Year in the Life of an Inner-City Neighborhood. Andrews spinse Boyd a disintossicarsi e infine la sposò l'11 agosto 2007. Al matrimonio furono invitati Simon, gli attori Dominic West, Sonja Sohn e Andre Royo.
Malato di dissecazione aortica, Andrews è morto all'età di 58 anni il 13 dicembre 2012 a Manhattan.

## Influenza culturale
In carcere, Ed Burns fece conoscere ad Andrews il giornalista del The Baltimore Sun, David Simon. Burns e Simon stavano scrivendo il libro The Corner: A Year in the Life of an Inner-City Neighborhood, un racconto di una città devastata dalla droga e dalla violenza che venne poi adattato per una miniserie della HBO alla quale seguì poi la serie The Wire. Ispirato alla vita di Andrews, il personaggio di Omar Little è un omosessuale che vive di rapine agli spacciatori di West Baltimore. Andrews partecipò alla scrittura dello show e apparve in alcuni episodi come uno degli alleati di Omar.